# Mangelbeek
Mangelbeek är ett vattendrag i Belgien.   Det ligger i provinsen Limburg och regionen Flandern, i den centrala delen av landet, 60 km öster om huvudstaden Bryssel.
Omgivningarna runt Mangelbeek är en mosaik av jordbruksmark och naturlig växtlighet. Runt Mangelbeek är det tätbefolkat, med 659 invånare per kvadratkilometer.